# Göholms gods
Gjöholms gods är beläget i Listerby socken, sydost om Ronneby på Göhalvön vid Blekingekusten. 
Byn Gö omnämns första gången i kung Valdemars jordebok år 1241. Bland Gjöholms många ägare är det amiralen Johan af Puke som gjort gården mest känd.
Johan af Puke köpte 1790 frälsehemmanen Gjöholm, Kålhöga och Gjö för sextusen riksdaler och lade dem samman under Gjöholm. Då fanns där inget corps-de-logi eftersom den tidigare byggnaden brunnit ner. Puke lät som mangårdsbyggnad uppföra ett ståtligt stenhus efter egna ritningar. Den nya mangårdsbyggnaden placerades på samma stengrund som den tidigare nedbrunna huvudbyggnaden. Det nya huset stod klart år 1801.Över porten sattes en stentavla med inskriften Utaf Contre Amiralen Johan Puke uppfördes denna byggnad 1799.
Efter Johan Pukes bortgång 1816 levde hans änka Christiana och senare den äldsta dottern Johanna Charlotta (1801-1878) på gården. Doktor Johan Ludvig Kruse, som var gift med Pukes yngsta dotter Edla Göthilda (född 1814) och var verksam som läkare bland annat vid Ronneby Helsobrunn, arrenderade gården som han sedermera köpte. Sonen, riksdagsmannen Ludvig Kruse, född i Ronneby 1857, ärvde därefter Göholm. Under hans tid uppfördes byggnader för såväl mejeri som bränneri. Kruse sålde 1915 gården till August Werner, grosshandlare från Göteborg. Denne avled 1944, varefter verksamheten drevs vidare av hustrun Sonja Werner och därefter av deras dotter Stina Werner, som dog 2003.

## Det Pukeska gravkapellet
På egendomen finns förutom huvudbyggnaden också det Pukeska gravkapellet där bland annat Johan af Pukes kista, tillverkad av virke från hans linjeskepp Dristigheten, har sin plats. Kapellbyggnaden ligger inom Gö naturreservat vid Brunnsviken på en plats kallad Brunnslyckan och Oxhagen. Platsen för gravkapellet ansluter till bostället för den äldre gården Brunnsvik som 1794 uppgick i Göholms gods. Lämningarna från den äldre gården är utpekade som fornlämning med Riksantikvarieämbetets beteckning RAÄ Listerby 309.

## Ägare
| Period    | Namn                          | Levnadstid |
| --------- | ----------------------------- | ---------- |
| 1790-1816 | Johan af Puke                 | 1751-1816  |
| 1816-1859 | Christina Charlotta Giertta   | 1775-1859  |
| 1859-     | Johanna Charlotta             | 1801-1878  |
| -1886     | Johan Ludvig Kruse            | 1802-1886  |
| 1886-1915 | Ludvig Kruse                  | 1857-1935  |
| 1915-1917 | Olof Henriksson               |            |
| 1917-1944 | August Werner                 | -1944      |
|           | Sonja Werner                  |            |
| -2003     | Stina Werner                  | -2003      |
|           | Stiftelsen Stina Werners fond |            |

## Göholm idag
Stina Werner testamenterade egendomen till en av henne 1996 inrättad stiftelse, vars ändamål skall vara att främja vetenskaplig forskning och utbildning inom skogsbruk, jordbruk samt naturvård. Stina Werner avled 2003, varefter stiftelsen övertog egendomen. Skötseln av egendomen, som förutom corps-de-logi består av 65 hektar åkermark och 75 hektar betesmarker samt skog förvaltas av stiftelsen Skogssällskapet. Blekinge Naturbruksgymnasium i Ronneby arrenderar åkermarken och betesmarken för att användas i undervisningen. Under hösten 2009 invigdes länets första marina naturreservat på Göholm.